# Frankfurter Rundschau

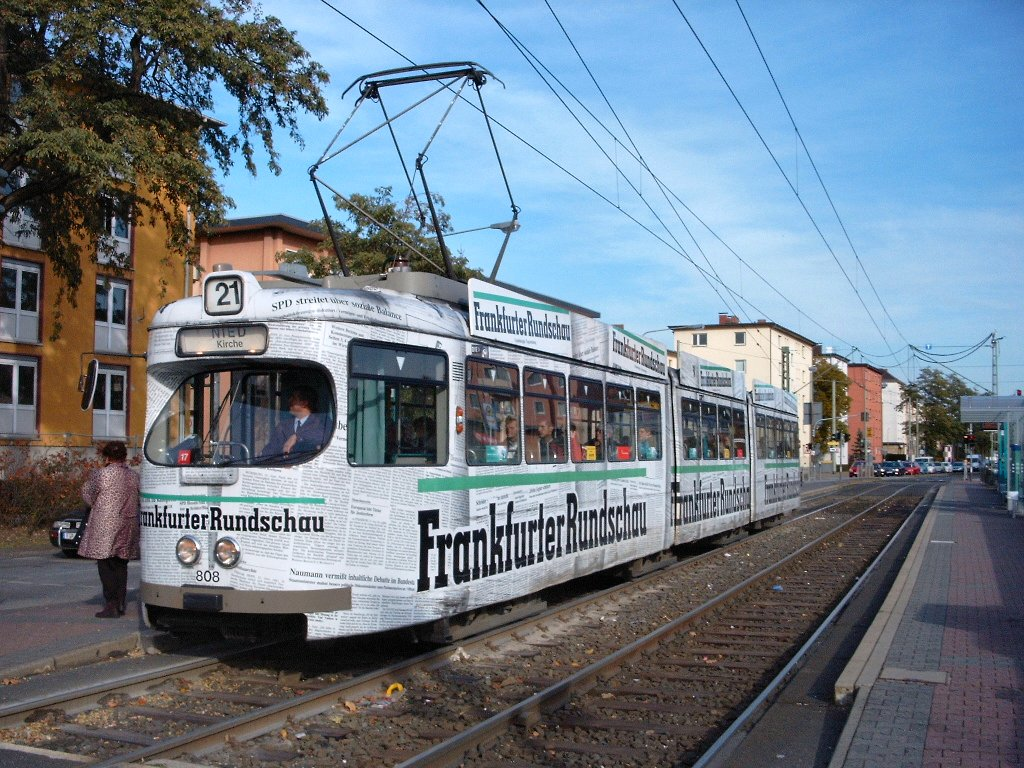
Straßenbahn in Frankfurt mit Rundschau-Werbung (2003)

Die Frankfurter Rundschau (FR) ist eine Tageszeitung, die seit dem 1. August 1945 in Frankfurt am Main erscheint. Bis zum 28. Februar 2013 wurde sie verlegt, gedruckt und vertrieben von der Druck- und Verlagshaus Frankfurt am Main GmbH, die am 13. November 2012 Insolvenz anmeldete. Seit dem 1. März 2013 erscheint sie in der Frankfurter Rundschau GmbH, die seit 2018 zu 90 % der Zeitungsholding Hessen von Dirk Ippen gehört.

## Aktuelles Profil
Die Frankfurter Rundschau GmbH gehört zu 90 % der Zeitungsholding Hessen und zu 10 % der Karl-Gerold-Stiftung.
Die Zeitung wird in der Frankfurter Societäts-Druckerei in Mörfelden-Walldorf gedruckt. Die Anzeigen werden von der RheinMainMedia vertrieben, und Auslieferung und Abonnementsverwaltung liegen in den Händen der Medienservice GmbH & Go KG, beides Firmen aus dem Firmenverbund von FAZ und Frankfurter Societät.
Im Gesellschaftervertrag der Frankfurter Rundschau GmbH ist als § 2 „Unternehmensgegenstand“ festgelegt:

„Die Gesellschaft ist der Präambel der Verfassung der Karl-Gerold-Stiftung verpflichtet. Die Gesellschaft stellt insbesondere sicher, dass die ‚Frankfurter Rundschau‘ eine unabhängige, politisch engagierte, links-liberale Tageszeitung ist und bleibt, verpflichtet dem Geist des Grundgesetzes und den Menschenrechten und ständig eintretend für das unbedingte Prinzip der Demokratie und für die soziale Gerechtigkeit. Demgemäß sind die vom Unternehmen verlegten und/oder herausgegebenen Publikationen in voller Unabhängigkeit von Regierungen, Parteien, Konfessionen und Interessengruppen zu gestalten. In den Anstellungsverträgen der Redakteure ist die verlegerische Haltung im Sinne von Satz 1 dieses Absatzes festzuhalten.“

Die FR erscheint in einer Stadt- und in einer Deutschlandausgabe sowie in drei Regionalausgaben. Darüber hinaus veröffentlicht sie eine Online-Ausgabe und ein E-Paper sowie eine Ausgabe für Tablet-Computer.
Zu den regionalen Hauptkonkurrenten zählen die konservativ-liberale Frankfurter Allgemeine Zeitung und die konservative Frankfurter Neue Presse (FNP), aber auch die Regionalausgabe der Bild-Zeitung. Die FNP gehört allerdings ebenso wie die FR der Zeitungsholding Hessen.

Aktuelles Logo der Frankfurter Rundschau
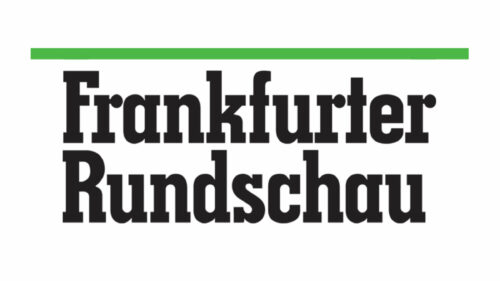
Weitere Version
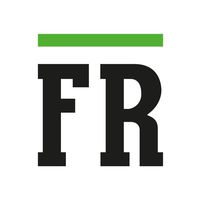
Kurze Version des Logos
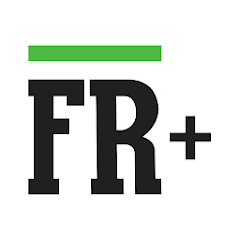
Logo von FR+

## Auflage

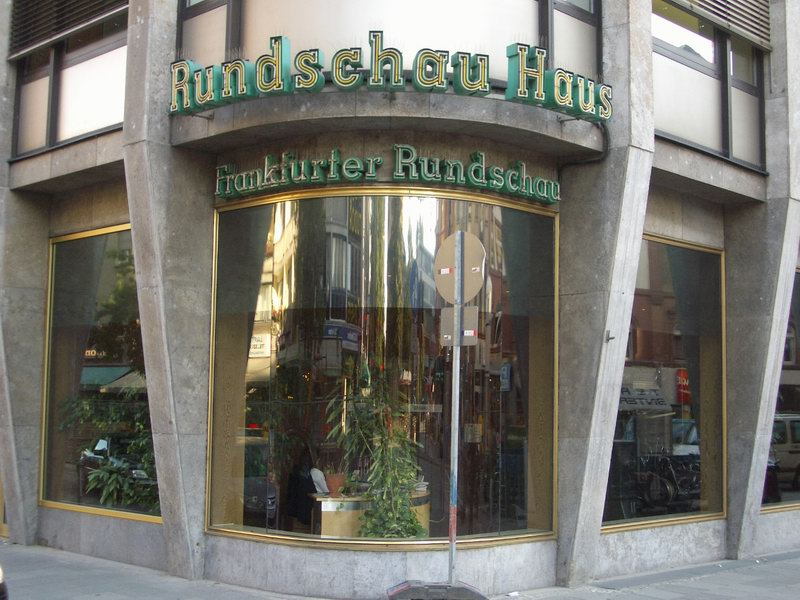
Rundschau-Haus, Sitz von Redaktion und Verlag am Eschenheimer Tor bis zum Juli 2005. Im Jahre 2006 abgerissen.

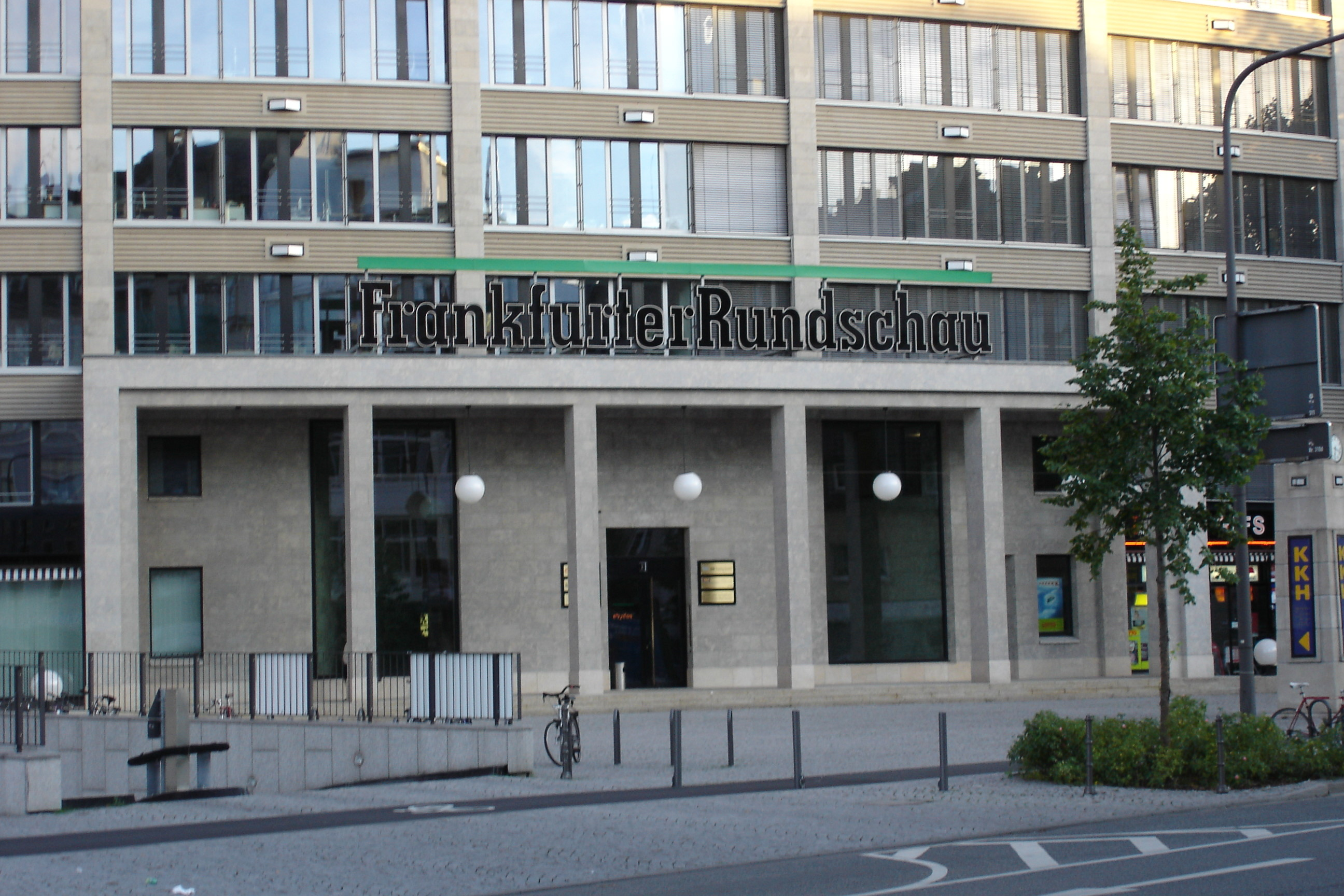
Sitz der Redaktion von 2005 bis Februar 2009 im Colosseo auf dem ehemaligen Schlachthofgelände in Sachsenhausen

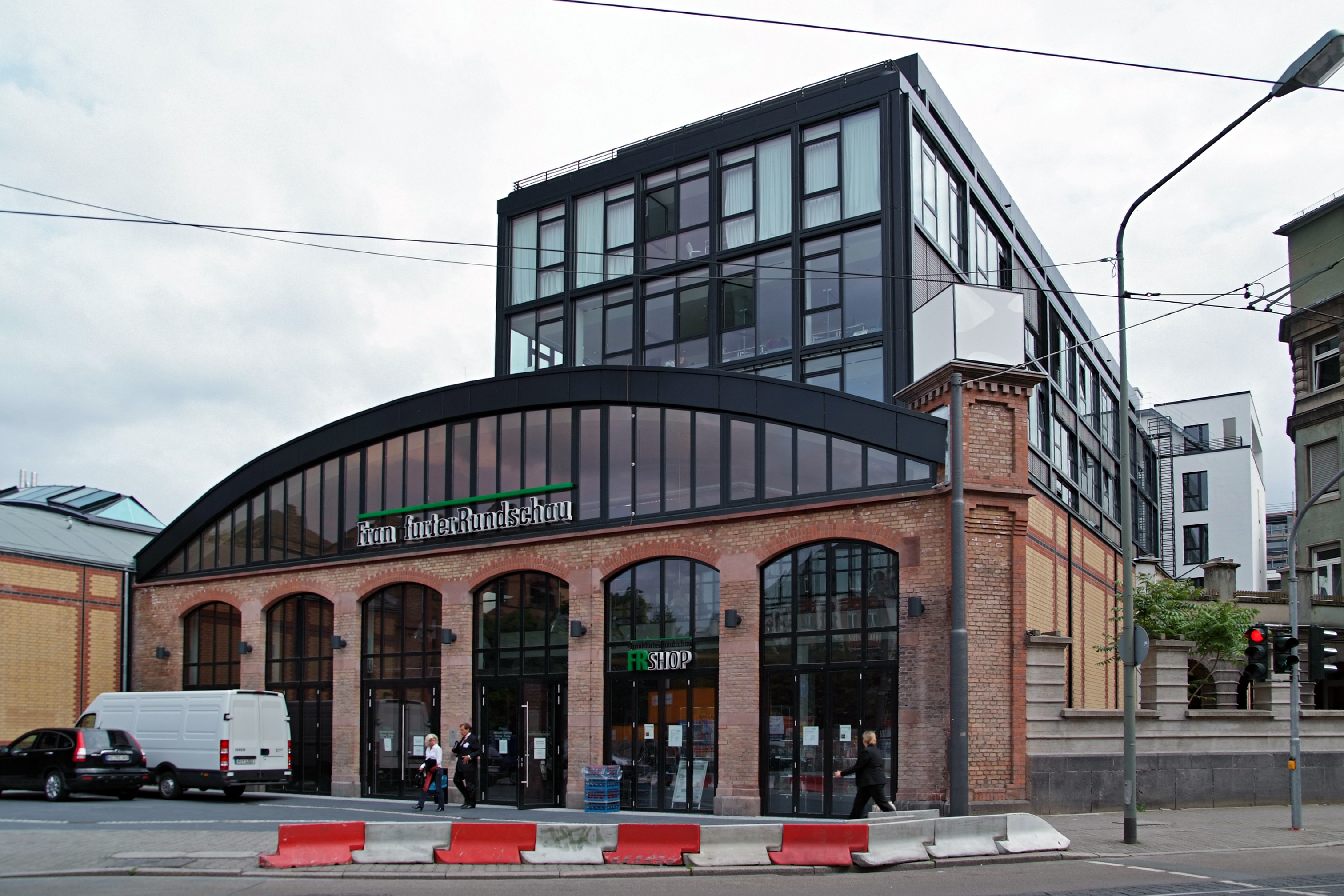
Sachsenhäuser Depot am Karl-Gerold-Platz: 2009 bis 2013

Die Frankfurter Rundschau gehört zu den deutschen Tageszeitungen mit den größten Auflagenverlusten der vergangenen Jahre. Die verkaufte Auflage sank von 192.499 Exemplaren im ersten Quartal 1998 auf 87.136 Exemplare im ersten Quartal 2013, ein Minus von 54,7 %. Nach dem ersten Quartal 2013 wurde die gesonderte Meldung der Auflagenzahlen an die IVW eingestellt.
| 1998   | 1999   | 2000   | 2001   | 2002   | 2003   | 2004   | 2005   | 2006   | 2007   | 2008   | 2009   | 2010   | 2011   | 2012   | 2013 | 2014 | 2015 | 2016 | 2017 | 2018 | 2019 | 2020 | 2021 | 2022 | 2023 | 2024 |
| ------ | ------ | ------ | ------ | ------ | ------ | ------ | ------ | ------ | ------ | ------ | ------ | ------ | ------ | ------ | ---- | ---- | ---- | ---- | ---- | ---- | ---- | ---- | ---- | ---- | ---- | ---- |
| 189051 | 190354 | 190682 | 190813 | 183235 | 182051 | 171887 | 161550 | 150062 | 152558 | 152332 | 144343 | 129786 | 119242 | 107676 |      |      |      |      |      |      |      |      |      |      |      |      |

Seit dem zweiten Quartal 2013 wird die Auflage gemeinsam mit der Rhein-Main-Zeitung (Frankfurter Regionalausgabe der Frankfurter Allgemeinen Zeitung) und der Frankfurter Neuen Presse sowie deren Kopfblättern ausgewiesen. Die verkaufte Auflage lag im zweiten Quartal 2013 bei 210.334 Exemplaren sank 2024 auf 111.222 Exemplare, ein Minus von 47,1 Prozent. Der Anteil der Abonnements an der verkauften Auflage liegt bei 85 Prozent.
| 1998 | 1999 | 2000 | 2001 | 2002 | 2003 | 2004 | 2005 | 2006 | 2007 | 2008 | 2009 | 2010 | 2011 | 2012 | 2013   | 2014   | 2015   | 2016   | 2017   | 2018   | 2019   | 2020   | 2021   | 2022   | 2023   | 2024   |
| ---- | ---- | ---- | ---- | ---- | ---- | ---- | ---- | ---- | ---- | ---- | ---- | ---- | ---- | ---- | ------ | ------ | ------ | ------ | ------ | ------ | ------ | ------ | ------ | ------ | ------ | ------ |
|      |      |      |      |      |      |      |      |      |      |      |      |      |      |      | 203843 | 191194 | 177916 | 171408 | 155755 | 157107 | 150218 | 140126 | 137158 | 129655 | 123519 | 117170 |

1998 bis 2013 Rhein-Main-Zeitung und Frankfurter Neue Presse; seit 2013 zusätzlich mit Frankfurter Rundschau
Die Rhein-Main-Zeitung, die Frankfurter Neue Presse mit ihren Kopfblättern und die Frankfurter Rundschau hatten 2018 gemeinsam eine Reichweite von 593.000 Lesern.

## Sitz

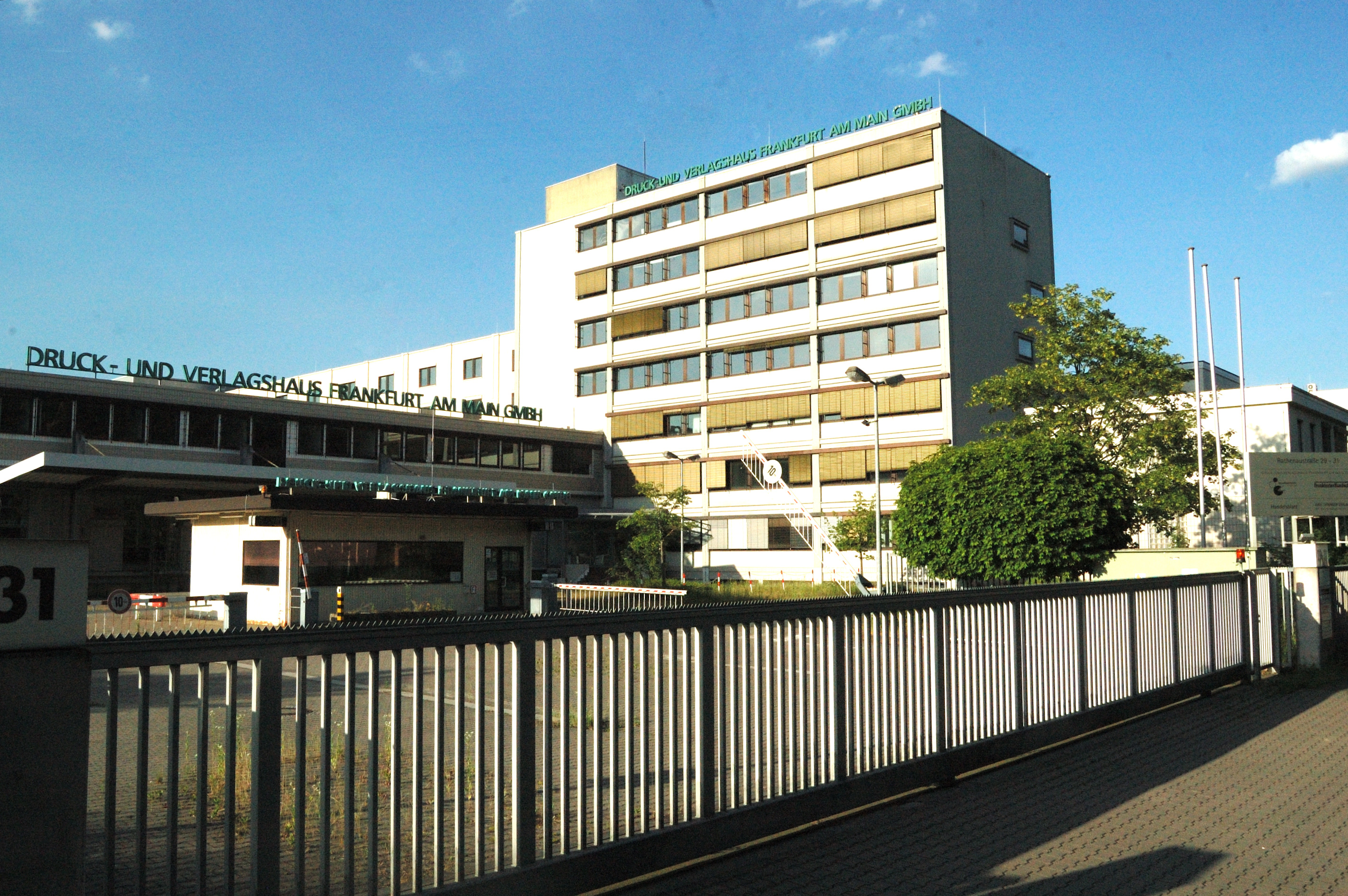
Ehemalige Druckerei in Neu-Isenburg

Die Redaktion der Frankfurter Rundschau hatte ihren Sitz mehr als 51 Jahre lang im Rundschau-Haus am Eschenheimer Tor, mitten in der Frankfurter Innenstadt. Das in der Stadtmitte gelegene Rundschau-Haus wurde 2006 abgerissen. Anschließend diente das Grundstück der Baustellenlogistik für das benachbarte Großbauprojekt Palaisquartier. Es folgten mehrere Umzüge, zunächst ins Bürogebäude Colosseo am Walther-von-Cronberg-Platz im linksmainischen Stadtteil Sachsenhausen vom 16. Juli 2005 bis 2009, dann in die westliche Halle des bis dahin umgebauten Sachsenhäuser Depots in der Nähe des Südbahnhofes vom 15. Februar 2009 bis September 2013 und danach ins Bürogebäude Mainzer Landstraße 205 im Gallusviertel. Von Juli 2019 bis Dezember 2022 befand sich der Redaktionssitz der Frankfurter Rundschau im Gebäude Frankenallee 71–81, in dem auch die Redaktionsräume der Frankfurter Neuen Presse lagen und die Mediengruppe Frankfurt ihren Sitz hatte. Mit Aufgabe dieses Verlagsstandortes wechselte der Sitz der  Frankfurter Rundschau zurück nach Sachsenhausen in die unmittelbare Nähe zum Südbahnhof in die Hedderichstraße 49.

## Geschichte

### 1945: Gründung mit OMGUS-Lizenz
Die Frankfurter Rundschau ist nach den Aachener Nachrichten und der Berliner Zeitung die dritte deutsche Tageszeitung, die nach dem Zweiten Weltkrieg gegründet wurde. Im amerikanischen Sektor war sie die erste Tageszeitung, der die Information Control Division der OMGUS (US-Militärregierung) eine Gruppenlizenz zusprach, die Zeitung löste die Frankfurter Presse ab, das Nachrichtenblatt der US-amerikanischen 12. Heeresgruppe. Die Zeitung wurde am 1. August 1945 auf Veranlassung der US-amerikanischen Besatzungsmacht und durch die Überreichung der Zulassungsurkunden durch General Robert McClure, Kommandant der Abteilung für die Nachrichtenkontrolle der US-Armee, gegründet, um den freiheitlich-parlamentarischen Gedanken zu verbreiten. Sie war somit eines der ersten Blätter der Lizenzpresse. Die Frankfurter Rundschau nahm die Arbeit in den Räumen der 1943 von den Nationalsozialisten verbotenen Frankfurter Zeitung auf. Die Lizenz wurde an Emil Carlebach, Hans Etzkorn, Wilhelm Karl Gerst, Otto Grossmann, Wilhelm Knothe, Paul Rodemann und Arno Rudert vergeben; alle außer Rudert schieden schnell wieder aus. Das Gremium setzte sich aus Sozialdemokraten, Kommunisten und einem sozialistischen Vertreter des politischen Katholizismus (Gerst) zusammen. Paul Rodemann wechselte bald mitsamt seiner Lizenz zum Darmstädter Echo.
Das OMGUS entzog Ende Oktober 1946 Wilhelm Karl Gerst die Lizenz, nachdem er wegen angeblicher Parteinahme für den Nationalsozialismus in den Jahren 1933/1934 in ein Spruchkammerverfahren verwickelt worden war. Später setzte sich Gerst für die gesamtdeutsche Existenz der SED ein (der von den Westmächten der Name SED verboten wurde) und schrieb von Bonn aus für die Berliner Zeitung in dann Ost-Berlin.
Im selben Jahr stieß der Sozialdemokrat Karl Gerold zu den Lizenznehmern. Anfang 1947 wurden die beiden anderen Sozialdemokraten von der US-Militärregierung entlassen. Großmann nahm seine Lizenz mit zur Gründung einer Sportzeitung. Emil Carlebach wurde im September von der Militärregierung die Lizenz entzogen, zunächst ohne Begründung, nach Carlebachs Widerspruch wegen einer „offensichtliche[n] Unfähigkeit, die Grundprinzipien der Demokratie zu verstehen“, wie sich James Newman, der Direktor der amerikanischen Militärregierung in Hessen, in seiner Rückantwort ausdrückte. Arno Rudert wurde im November 1947 aus der KPD ausgeschlossen. Es blieben Arno Rudert und Karl Gerold übrig, Gerold trat 1949 aus der SPD aus, um damit parteipolitische Unabhängigkeit zu demonstrieren.
In der Endphase der Lizenzpflicht 1949 gab es Bestrebungen, den Verlag zu einer gemeinnützigen Stiftung zu machen, was aber auf Druck der Amerikaner unterblieb.
Ab dem 1. August 1945 erschien die Frankfurter Rundschau aufgrund von Papiermangel zunächst nur mittwochs und samstags. Vom 1. Oktober 1946 an kam die Frankfurter Rundschau dann dreimal wöchentlich heraus. Im dritten Jahrgang (ab Ausgabe 89, 2. August 1947) wurde eine Deutschland-Ausgabe ins Leben gerufen. Dabei handelte es sich um eine Abendausgabe mit dem Datum des folgenden Tages, bestimmt für den Versand außerhalb Frankfurts und ins Ausland. Vom 21. Juli 1948 an konnte das Blatt täglich erscheinen, jetzt bereits in Konkurrenz zur konservativen Frankfurter Neuen Presse (seit 15. April 1946).
Die 1949 aus der Mainzer Allgemeine Zeitung hervorgegangene Frankfurter Allgemeine Zeitung wurde nach deren Umzug im Jahre 1950 von Mainz nach Frankfurt zuerst in der Druckerei der FR produziert.
Prägend für die Kommunalberichterstattung der Frankfurter Rundschau ab 1946 – insbesondere im Umgang mit der Aufarbeitung der NS-Verbrechen während der unmittelbaren Nachkriegszeit – war der Redakteur Karl Rudolf ‚Rudi‘ Eims. Als politisch Unbelasteter und ehemals in KZ-Haft misshandelter Sozialdemokrat war dieser prädestiniert für eine Rolle „als Kritiker der Justiz und ihrem Handeln“ und wirkte somit in seinem journalistischen Schaffen „aktiv“ auf den „Prozeß der Meinungsbildung in der unmittelbare Nachkriegszeit“ ein. Scharfe Kritik übte der Journalist demgemäß an den umstrittenen Frankfurter Homosexuellenprozessen 1950/1951. So machte Eims unter anderem auf die Praxis von Staatsanwaltschaft und Polizei aufmerksam, den Sexarbeiter Otto Blankenstein als Kronzeugen zu instrumentalisieren.

### 1954: Karl Gerold und die Karl-Gerold-Stiftung
Karl Gerold (1906–1973) war die prägende Gestalt der Frankfurter Rundschau; die Selbstbezeichnung der Frankfurter Rundschau als „links-liberal“ bzw. „sozial-liberal“ geht auf ihn zurück.
Nach dem Tod Ruderts 1954 war Karl Gerold mit 75 % und die Witwe von Rudert mit 25 % Verleger der Zeitung. Nach dem Tod von Gerold wurde 1973 die gemeinnützige Karl-Gerold-Stiftung gegründet und Ruderts Witwe brachte nach einem heftigen Streit um den Namen der Stiftung die 25 % in die Stiftung mit ein. Seinerzeit war die Stiftung 100-prozentige Eigentümerin des Druck- und Verlagshauses Frankfurt, das die Frankfurter Rundschau verlegte und druckte.
Von 1962 bis 1971 prägte auch der FDP-Politiker Karl-Hermann Flach, einer der Wegbereiter der 1969 gebildeten Sozialliberalen Koalition, das politische Gesicht der Frankfurter Rundschau als einer „linksliberalen“ Zeitung. Flach war zuerst Ressortleiter für Innenpolitik, ab 1964 stellvertretender Chefredakteur und ab 1970 geschäftsführender Redaktionsleiter. Zuletzt war er auch Prokurist des Druck- und Verlagshauses. 1964 wurde Flach für seine journalistische Arbeit bei der FR mit dem Theodor-Wolff-Preis des Bundesverbandes Deutscher Zeitungsverleger (BDZV) ausgezeichnet. Im Jahre 1971 meldete Flach sich „aus der Reserve in den aktiven Dienst der F.D.P. zurück“ und tauschte seine Anstellung bei der FR gegen das Amt des FDP-Bundesgeschäftsführers.
Im Jahre 1995 wurde der damalige Chefredakteur der FR, Roderich Reifenrath, mit dem Karl-Hermann-Flach-Preis ausgezeichnet, der von 1976 bis 2000 durch die Friedrich-Naumann-Stiftung und der FDP für „besonderes Engagement im Sinne des politischen Liberalismus von Karl-Hermann Flach“ vergeben wurde (seit 2010 durch die Karl-Hermann-Flach-Stiftung).
Durch Recherchen der Rundschau wurden in den 1960er Jahren u. a. die Auschwitzprozesse in Deutschland initiiert, ferner Ende der 1960er Jahre der HS-30-Skandal aufgedeckt.

### 2003: Krise und Einstieg der DDVG
Aufgrund finanzieller Schwierigkeiten wurde die Frankfurter Rundschau 2003 vom seit 1999 CDU-regierten Land Hessen durch eine Landesbürgschaft unterstützt. Wegen der Landesbürgschaft gab es Kritik an einer befürchteten Abhängigkeit der Zeitung von der CDU-Regierung. Die darauf folgende DDVG-Übernahme wurde durch eine heftige öffentliche Diskussion begleitet, da die Zeitung nun zu den wichtigsten SPD-Medienbeteiligungen gehörte.
Anfang Mai 2004 übernahm die SPD-eigene Medienholding DDVG 90 % der Anteile am Druck- und Verlagshaus Frankfurt (DuV) als Herausgeberin der Frankfurter Rundschau. Der Anteil der Karl-Gerold-Stiftung wurde auf 10 % reduziert.
Führende SPD-Politiker betonten, man wolle eine der wenigen linksliberalen Tageszeitungen Deutschlands erhalten und es werde kein Einfluss auf die Redaktion ausgeübt werden. Auch nach der Übernahme bezeichnete sich die Frankfurter Rundschau als „Unabhängige Tageszeitung“. Spätestens 2006 wollten die Sozialdemokraten ihre Beteiligung wieder auf deutlich unter 50 % reduziert haben. Um das Haus vor der drohenden Insolvenz zu retten, fuhr die DDVG mit Hilfe der hanseatischen Unternehmensberatergruppe Schickler & Partner einen drastischen Sparkurs.
Durch Entlassungen und Outsourcing sank die Zahl der Beschäftigten binnen drei Jahren von rund 1.700 auf 750 Mitarbeiter. Sie ist inzwischen die einzige noch im Straßenbild und in Gaststätten präsente Tageszeitung in Frankfurt – durch nicht vom Verlag angestellte mobile Verkäufer eines Vertriebspartners. Andere Frankfurter Zeitungen haben diese Art des Vertriebs eingestellt.
Am 16. Mai 2006 gab die Gesellschafterversammlung des Druck- und Verlagshauses Frankfurt bekannt, dass sie sich mit sofortiger Wirkung von dem bisherigen Chefredakteur der Zeitung, Wolfgang Storz, trennen werde. Nach Angaben von Storz war die wesentliche Ursache ein vorheriger inhaltlicher Streit mit der SPD-Schatzmeisterin Wettig-Danielmeier, welche eine negativere Berichterstattung über die Partei Die Linke empfahl. Nach SPD-Angaben hingegen war der Kündigungsgrund die wirtschaftlich schlechte Lage der Zeitung.
Die Redaktion der Frankfurter Rundschau protestierte auch auf der Titelseite gegen die Ablösung ihres Leiters. Am Mittwoch, dem 17. Mai 2006, stand dort: „Die Redaktion nimmt die Entscheidung des Mehrheitsgesellschafters zur Kenntnis, legt aber Wert auf die Feststellung, dass sie die Entlassung des Chefredakteurs nicht billigt.“ Als Nachfolger wurde zum 1. Juli 2006 der bisherige Chefredakteur der Berliner Zeitung, Uwe Vorkötter, berufen. Die Auflagenverluste konnten jedoch nicht gestoppt werden.

### 2006: Übernahme durch DuMont und Zusammenarbeit mit der „Berliner Zeitung“
Im Juli 2006 verkaufte die DDVG 50 % der Anteile plus einen kleinen Geschäftsanteil an den Kölner Verlag M. DuMont Schauberg; zum Kaufpreis wurden keine Angaben gemacht. Danach verblieben der DDVG 40 % des Kapitals, 10 % der Karl-Gerold-Stiftung. In einem vorangegangenen Bericht in der Süddeutschen Zeitung war von einem Kaufpreis von 35 Millionen Euro die Rede. Auf die linksliberale Ausrichtung des Blatts bleibe der Verkauf ohne Auswirkungen, hieß es.
Die Frankfurter Rundschau stieg am 30. Mai 2007 auf das kompakte Tabloid-Format um. Anfang September des gleichen Jahres konnte ein Verlust von nur ca. 1000 Abonnenten festgestellt und die Formatumstellung als Erfolg gewertet werden. Damit verbunden waren eine Umstrukturierung der lokalen Berichterstattung und die Einstellung der Plus-Beilagen. Erweitert wurde das Ressort Wissen & Bildung (nun an sechs Tagen mit jeweils zwei Seiten). Gleichzeitig wurde die Anzahl der Regionalausgaben von sieben auf drei reduziert. Der European Newspaper Award würdigte das Erscheinungsbild des Tabloid-Formates mit mehreren Auszeichnungen, darunter mit dem Sonderpreis der Jury für die iPad-Ausgabe (2010).
Betrachtet man die Auflagenentwicklung der neuen Frankfurter Rundschau nach dem Relaunch im Tabloid-Format (Mai 2007 bis Mai 2008), so war zunächst eine Steigerung der verkauften Auflage um 2,46 % (3.693 Exemplare) feststellbar. In der gleichen Zeit kam es zu einem Abonnentenrückgang um 5,44 % (5.035 Exemplare).
Im Frühjahr 2008 kündigte sich die nächste Krise der Zeitung an: Der Verleger M. DuMont Schauberg wollte mit Unterstützung des Chefredakteurs, aber gegen den massiven Protest der Belegschaft und der Gewerkschaften, die hausinternen Strukturen des Frankfurter Druck- und Verlagshauses zerschlagen, um die Herstellungskosten des Blattes nachhaltig zu senken. Zuerst sollten die Abteilungen Rechnungswesen und Controlling in die Konzernzentrale nach Köln verlegt werden, wobei 16 Mitarbeiter ihren Arbeitsplatz in Frankfurt verlieren würden. Außerdem sollten der Bereich Infografik, Layout, Bild, technische Redaktion und Produktionssteuerung bereits ab Juli 2008 in eine FR-Design GmbH ausgelagert werden. Ein weiterer Schritt wäre die Ausgliederung der Regionalredaktionen. Auf diese Weise sollen von den noch 750 Stellen ab 2008 nach und nach nochmals 200 entfallen bzw. bei externen Dienstleistern untergebracht werden. Ziel sei es letztlich, die Geltung der Tarifverträge für Journalisten auszuhebeln, die dem Unternehmen zu teuer erschienen. Der frühere Chefredakteur Vorkötter wurde zudem als Verlagsbeauftragter für eine stärkere Kooperation von Berliner Zeitung und Frankfurter Rundschau eingesetzt. Dagegen wehrten sich die Redaktionen.
Im Februar 2009 begann die Frankfurter Rundschau eine Kooperation mit dem Online-Anzeigenportal Kalaydo.
Im April 2010 gründete die Frankfurter Rundschau gemeinsam mit der Berliner Zeitung, dem Kölner Stadt-Anzeiger und der Mitteldeutschen Zeitung die DuMont Redaktionsgemeinschaft, die die Zeitungen mit überregionalen Inhalten belieferte.
Im Jahre 2010 hatte die Frankfurter Rundschau etwa 170 Redakteure, von denen rund 36 in der nicht tarifgebundenen Tochterfirma Pressedienst Frankfurt beschäftigt waren. Ab dem 19. August 2010 wurde über Maßnahmen des weiteren Stellenabbaus zur Kosteneinsparung mit dem DJV und ver.di verhandelt, obwohl die Beschäftigten seit Jahren auf tarifliches Urlaubsgeld und Weihnachtsgeld verzichtet hatten, um Kündigungen zu vermeiden.
Bis Ende 2010 schmolz die Zahl der Abonnenten als Rückgrat der Zeitung auf 75.000 (von ursprünglich 92.555). Ende 2010 betrug die verkaufte Auflage laut IVW-Zahlen vom Januar 2011 noch knapp 130.000 Exemplare. Die Frankfurter Rundschau wurde zudem von einem besonders großen Rückgang der Schaltung von Werbeanzeigen betroffen. 2010 machte die Zeitung nach Verlagsangaben 19 Millionen Euro Verlust, 2011 soll das Minus rund 20 Millionen Euro betragen haben.
DuMont Schauberg kündigte im April 2011 an, langfristig 40 der 190 redaktionellen Stellen abzubauen. In Frankfurt sollten die Lokalredaktionen bleiben und dort auch alle überregionalen digitalen Inhalte erstellt werden. Ab dem Sommer 2011 sollten die überregionalen Mantelseiten in Berlin zusammen mit der Berliner Zeitung produziert werden. Der Deutsche Journalisten-Verband sah seine „schlimmsten Befürchtungen bestätigt“ und erklärte, die Frankfurter Rundschau werde dadurch „zur Lokalausgabe der Berliner Zeitung degradiert“. Der diesbezügliche Sozialplan wurde Anfang Juli 2011 vereinbart. Insgesamt sollte die Redaktion demnach im Zuge der Neustrukturierung um 58 Stellen verkleinert werden. Neben der Lokalredaktion wurde für Frankfurt ein „digitales Redaktionszentrum“ geplant, das sowohl für die Frankfurter Rundschau als auch für die Berliner Zeitung arbeiten sollte.
Seit dem 1. Juli 2012 verfügen beide Zeitungen wieder über einen jeweils eigenen Chefredakteur. Vorkötter wurde bei der Frankfurter Rundschau durch Arnd Festerling ersetzt.

### November 2012: Insolvenz-Erklärung der DuV
Der die Frankfurter Rundschau herausgebende Verlag stellte am 13. November 2012 beim Amtsgericht Frankfurt am Main einen Antrag auf Eröffnung eines Insolvenzverfahrens. Anschließend teilten die Hauptgesellschafter der Zeitung – das Medienhaus M. DuMont Schauberg und die SPD-Medienholding DDVG – auf einer Betriebsversammlung mit, dass sie „keine Perspektive der Fortführung des Unternehmens“ sähen.
Am 13. November 2012 wurde beim AG Frankfurt am Main wegen drohender Zahlungsunfähigkeit Insolvenzantrag für die Druck- und Verlagshaus Frankfurt am Main GmbH gestellt. Zum vorläufigen Insolvenzverwalter wurde der Rechtsanwalt Frank Schmitt aus der Großkanzlei Schultze & Braun benannt. Im Anschluss wurde im Rahmen einer Betriebsversammlung von den Hauptherausgebern bekannt gegeben, dass keine Möglichkeit zur Aufrechterhaltung des Betriebes gesehen werde. Sollte innerhalb des vorläufigen Insolvenzverfahrens von drei Monaten kein Käufer gefunden werden, sei mit der Abwicklung zu rechnen.
Am 9. Januar 2013 teilte der Insolvenzverwalter Schmitt der Belegschaft mit, dass der Springer-Verlag die Druckaufträge für Teilauflagen von Bild, Welt und Welt Kompakt gekündigt habe und damit die Hälfte des Umsatzes der Druckerei verloren ginge. „Die Aufträge seien nun an die Frankfurter Societäts Druckerei der FAZ, die Druckerei der türkischsprachigen Zeitung Hürriyet sowie die Druckerei des Zeitungskonzerns Ippen in Kassel vergeben worden“, schreibt die Offenbach Post aus einer DPA-Meldung am 10. Januar 2013.
Mit einem Mal die Hälfte des Umsatzes zu verlieren, war ein schwerer Schlag für die sowieso aufgrund des allgemeinen Auflagenrückgangs der Printmedien und der allgemeinen Krise der europäischen Druckindustrie gebeutelte Großdruckerei. Einen Monat später meldete Europas größtes Tiefdruckunternehmen Prinovis, die frühere Gruner-Druckerei (Itzehoe), wo Stern und Der Spiegel gedruckt wurden, 2014 stillzulegen. 2011 hatte bereits die Nr. 2 auf dem Tiefdruckmarkt, die schlott gruppe, Insolvenz angemeldet. Ihren Standort in Darmstadt hatte Prinovis schon 2006 geschlossen. „Die technische Kapazität im europäischen Druckmarkt (Illustrations-Tiefdruck und -Rollenoffset) werden von Branchenkennern auf rund fünf Millionen Tonnen pro Jahr geschätzt. Dagegen dürfte die tatsächlich bedruckte Menge Papier nur bei knapp unter vier Millionen liegen“, schrieb die Media Tribune aus Anlass der Prinovis-Ankündigung am 19. April 2013. „Die deutsche und europäische Druckindustrie befindet sich wegen Überkapazitäten und einem damit einhergehenden Preisverfall im Niedergang. In der Medienindustrie verschieben sich die Anteile der gedruckten Medien zugunsten der elektronischen.“ 2015 verzichtete die Madsack Mediengruppe auf die Modernisierung ihrer Großdruckerei in Hannover und lässt ihre Zeitungen seit 2017 bei einem externen Dienstleister drucken. Auch dort hatte dann der Springer-Verlag sofort die Druckaufträge für Bild und Welt gekündigt.
Dagegen hatte der Zeitschriftenverlag Gruner + Jahr, Mitgründer der Prinovis, im Jahr 2011 seine Anteile an arvato Bertelsmann abgegeben und war damit nicht mehr dem Geschäftsrisiko des Druckbetriebes ausgesetzt. 2010 hatte die Frankfurter Societätsdruckerei sich zur Frankfurter Societät entwickelt und Druckerei und Zeitungsverlag in getrennte GmbHs verlagert.
Am 31. Januar 2013 wurde bekannt, dass das Bundeskartellamt einen Antrag der FAZ bzw. der Frankfurter Societät auf Erwerb der Frankfurter Rundschau prüfe. Nach Aussagen des Insolvenzverwalters Schmitt bestünden damit für die Redaktion sehr gute Chancen auf Rettung.
Für das Druck- und Verlagshaus wurden die Chancen als wesentlich schlechter angegeben, da hier nur ein Angebot eines türkischen Verlegers (Burak Akbay, Verlagsgruppe Estetik Yayıncılık) vorliege, das vom Gläubigerausschuss als „wesentlich zu niedrig“ und „in keiner Weise überzeugend“ angesehen wurde. Der Betrieb der Druckerei sei bis Ende April gesichert, für einen Zeitraum von sechs Monaten danach hätten die Hauptgesellschafter M. DuMont Schauberg und DDVG Mittel für eine Transfergesellschaft bereitgestellt. Anfang Februar 2013 wurde bekannt, dass der türkische Interessent sein Angebot aufstocken wolle und Interesse an der Übernahme sowohl des Druckhauses als auch der Zeitung zeige.
Am 27. Februar 2013 erlaubte das Bundeskartellamt dem Verlag der Frankfurter Allgemeinen Zeitung, die Frankfurter Rundschau fortzuführen. Damit konnte die insolvente Tageszeitung weiter fortbestehen, es wurden aber nur 28 Redakteure übernommen. Die Großdruckerei der FR in Neu-Isenburg wurde zugunsten der Societätsdruckerei in Mörfelden-Walldorf geschlossen. Bis Ende März sollte noch das Handelsblatt dort gedruckt werden und bis Ende April die FR selbst. Danach würden auch die restlichen Arbeiter der Druckerei in die Transfergesellschaft wechseln. Die Maschinen wurden ausgeräumt, die Immobilie in Neu Isenburg verkauft. Im Spätsommer 2015 wurde das Gebäude für die Aufnahme von 700 Flüchtlingen eingerichtet.
Am 27. Februar 2013 meldete die FAZ: „Die ‚Frankfurter Rundschau‘ wird es weiterhin geben. Unter dem Dach der Frankfurter Societät, des F.A.Z.-Verlags und der Karl Gerold Stiftung geht die Traditionszeitung als unabhängige Redaktionsgesellschaft in die Zukunft. Das Bundeskartellamt hat der Übernahme im Rahmen einer Sanierungsfusion zugestimmt.“ Die stark verkleinerte Redaktion besteht aus etwa 80 fest angestellten Journalisten, davon nur 28 beim FR-Verlag selbst, die anderen ohne Tarifvertrag bei der „Pressedienst Frankfurt“ (PDF).
Am 23. Februar 2021 berichtete die FR in ihrem Frankfurt-Buch, das Insolvenzverfahren sei tags zuvor nach mehr als acht Jahren Dauer vor dem Frankfurter Amtsgericht durch den „Schlussvortrag“ des Insolvenzverwalters Frank Schmitt beendet worden. Zugleich wurde bekannt gegeben, dass „rund 1000 Gläubiger“ nur ein Viertel ihrer angemeldeten Forderungen erhalten werden.

### 2013–2018: Fortführung unter dem Dach der „Frankfurter Societät“
Seit 1. März 2013 wird die Frankfurter Rundschau von der dafür neu gegründeten Frankfurter Rundschau GmbH herausgegeben. Bis 2018 waren deren Gesellschafter:
- Frankfurter Societät GmbH: 55 %
- Frankfurter Allgemeine Zeitung GmbH: 35 %
- Karl-Gerold-Stiftung: 10 %[69]

Mit der Frankfurter Societät bestand seit dem 3. Dezember 2014 ein Beherrschungs- und Gewinnabführungsvertrag, womit die Frankfurter Rundschau GmbH Teil des Societäts-Konzerns war.
„Es ist nicht die Absicht der Gesellschafter, auf das politische Profil Einfluss zu nehmen“, versicherte der Geschäftsführer des FAZ-Verlages auf einer Pressekonferenz am 1. März 2013, und der Geschäftsführer der Frankfurter Societät sichert zu, „die FR werde ‚eine linksliberale Tageszeitung‘ bleiben ‚mit starker Verankerung in Frankfurt und der Region und mit Blick in die Republik hinein‘.“
Die Redaktion bestand zunächst aus 28, später 35 Mitarbeitern in der FR-GmbH, unterstützt wie bisher vom Personaldienstleister Pressedienst Frankfurt. Chefredakteur blieb Arnd Festerling.
Die FR hat wieder eine eigene Chefredaktion und gestaltet auch den politischen Teil selbst, arbeitet aber journalistisch weiterhin mit der DuMont-Mediengruppe zusammen. Viele überregionale Texte wurden von der DuMont Redaktionsgemeinschaft bezogen, auch einige regionale Korrespondenten waren Mitarbeiter der DuMont-Zeitungen in den jeweiligen Regionen, z. B. Peter Berger, Fabian Klask und Tim Stinauer aus Köln und Düsseldorf.
Die Redaktion stellte dazu fest, mit dem Konzept „bestehe die Chance, das linksliberale Profil des Blattes wieder zu schärfen, weil die Frankfurter dann selbst entscheiden können, welche Texte erscheinen“.
Verlagsaufgaben übernehmen der FAZ-Verlag und die RheinMainMedia GmbH, das Vermarktungs-Joint-Venture von FAZ-Verlag und Frankfurter Societät. Gedruckt wird in der Societäts-Druckerei, der Vertrieb erfolgt weiterhin überregional. Eigene Korrespondenten außerhalb der Region hat die Zeitung nicht mehr. Die zunehmende Verdichtung der Arbeit hat zu einer erheblichen Belastung bei den Beschäftigten geführt. Das wichtigste Ziel bestehe nun darin, die linksliberale Haltung der Rundschau zu bewahren.
Am 26. März 2013 wurde die Übernahme endgültig von den Gläubigern genehmigt. Für die Druckerei sollte weiterhin nach einem Investor gesucht werden, was aber vergeblich war.
Ende September 2013 zog die Redaktion um in neue Räumlichkeiten in der Mainzer Landstraße in Frankfurt am Main, die unmittelbar gegenüber den Redaktionen der Frankfurter Allgemeinen Zeitung und der Frankfurter Neuen Presse gelegen sind.
2013 schloss die Frankfurter Rundschau erstmals wieder ein Geschäftsjahr mit einem operativen Gewinn ab.

### 2018: Zeitungsholding Hessen
Mit Wirkung zum 1. April 2018 wurde der 90-prozentige Anteil der Frankfurter Societät und der FAZ an der Frankfurter Rundschau GmbH an die Zeitungsholding Hessen von Dirk Ippen verkauft. Die Frankfurter Rundschau selbst schrieb dazu, dass zu dieser Holding auch die MDV-Mediengruppe der Gießener Verlegerfamilie Rempel gehört. Verkauft wurden ebenso die FNP, die Societäts-Druckerei und die Vermarktungsgesellschaft RheinMainMedia. Das Bundeskartellamt stimmte den Verkäufen Anfang März 2018 zu, „weil damit das Monopol der FAZ-Gruppe in der Stadt beendet werde.“
Im Oktober 2021 verhinderte Verleger Dirk Ippen die Veröffentlichung einer Recherche des Ippen-Investigativteams zu Machtmissbrauchs-Vorwürfen gegen Bild-Chefredakteur Julian Reichelt in der Frankfurter Rundschau.

## Jugendredaktion „FRiSCH“ und „Marix Wissen“

Logo der Jugendredaktion

Die Frankfurter Rundschau unterhielt bis etwa 2010 eine eigene Jugendredaktion: FRiSCH (FR in der Schule). Sie bestand aus etwa 25 Jugendlichen zwischen 15 und 21 Jahren, die sich wöchentlich zur Redaktionssitzung trafen. Sie recherchierten und schrieben eigene Artikel, führten Interviews und vieles mehr. Die Artikel der jungen Redakteure aus Frankfurt erschienen auf der FRiSCH-Seite in der Zeitung. Außerdem standen sie in der Online-Ausgabe.
Jahrelang wurde das Projekt von Fraport und McDonald’s unterstützt und gefördert; letzterer hat seine Unterstützung 2008 eingestellt.
Zusammen mit dem Marix-Verlag hatte die Frankfurter Rundschau die Veröffentlichung einer z. T. lexikalischen Reihe von Sachbüchern begonnen. Es sind diverse Bücher über Politik, Geschichte, Kultur und Zeitgeschehen erschienen. Die Zusammenarbeit wurde mit der Insolvenz 2013 beendet.

## Sonstiges
Zu einem aufsehenerregenden Zwischenfall kam es am 3. August 2004. Die Auslieferung der Tagesausgabe wurde gestoppt, nachdem auf der Titelseite ein Fehler bemerkt worden war. Im Titelkopf stand nicht, wie sonst, „unabhängige“, sondern „abhängige“ Tageszeitung. Die Vorsilbe war von einem Bild des Schauspielers und Regisseurs Woody Allen überdeckt. Um einen Imageschaden abzuwenden, wurden bereits ausgelieferte Exemplare wieder eingesammelt. Insgesamt waren 61.450 Exemplare der Lieferungen in die ostdeutschen Bundesländer betroffen. Die Geschäftsführung betonte, es habe sich um einen technischen Fehler im Redaktionssystem gehandelt. Eine bewusste Manipulation durch Mitarbeiter sei auszuschließen. Die Tageszeitung Die Welt zog diese Erklärung jedoch in Zweifel. Die Übernahme der Frankfurter Rundschau durch die SPD-Holding DDVG habe in deren Redaktion für „Verwerfungen“ gesorgt. Zudem hätten viele Beschäftigte ohnehin nichts mehr zu verlieren gehabt, da 350 Stellen abgebaut werden sollten.
Zur hessischen Landtagswahl 2018 und der hierzu von der Frankfurter Rundschau ausgerichteten Podiumsdiskussion Stadtgespräch verzichtete die Zeitung bewusst darauf, einen Vertreter der AfD einzuladen, da sie „der rechtspopulistischen AfD kein Forum bieten“ wolle. Für die Teilnahme wurden daher mit Michael Boddenberg (CDU), Nancy Faeser (SPD), Tarek Al-Wazir (Grüne), Janine Wissler (Linke) und René Rock (FDP) nur Repräsentanten der bereits im Landtag vertretenen Parteien gewonnen.
Nach dem Wahlsieg des Likud bei der Parlamentswahl in Israel im April 2019 veröffentlichte die Zeitung einen Leitartikel mit dem Titel Der ewige Netanyahu, was als zumindest unterbewusste Anspielung auf den antisemitischen nationalsozialistischen Propagandafilm Der ewige Jude angesehen wurde. In Folge der Kritik bat die Frankfurter Rundschau um Entschuldigung und änderte die Überschrift der Onlineversion in Der unersetzliche Netanyahu um.
Am 31. März 2023 veröffentlichte die Zeitung zusammen mit der Berliner Zeitung einen Aufruf für die Schaffung von Frieden zwischen der Ukraine und Russland. Der Appell wurde von sozialdemokratischen Politikern, Gewerkschaftern sowie Intellektuellen und Künstlern unterzeichnet und setzt sich für eine Vermittlung zwischen Russland und der Ukraine insbesondere mit Hilfe Indiens, Indonesiens, Chinas und Brasiliens ein, um schnell einen Waffenstillstand zu erreichen und Friedensverhandlungen zu ermöglichen. Der ukrainische Botschafter in Deutschland, Oleksij Makejew, verurteilte den Aufruf und nannte ihn … ein(en) pure(n) Zynismus gegenüber den zahlreichen Opfern der russischen Aggression. Auch aus Politik und Wissenschaft gab es neben zustimmenden Äußerungen auch heftige Kritik.
Am 1. Dezember 2023 ging die Belegschaft der Frankfurter Rundschau in den Warnstreik, weil sie von Verleger Dirk Ippen und der Geschäftsführung einen Tarifvertrag und angepasste einheitliche Lohnzahlungen forderte. Wenige Tage später wurden das komplette Ressort FR+ (Multimedia-App) aufgelöst, der Klimapodcast eingestellt und drei junge Journalisten entlassen.

## Umfang und Ausgaben

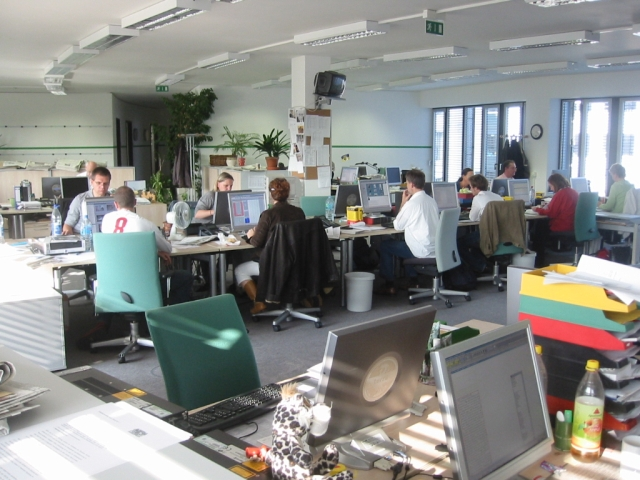
Ehemaliger Newsdesk in der Rundschau-Redaktion (bis Anfang 2009)

Die Frankfurter Rundschau erscheint in fünf unterschiedlichen Ausgaben, wobei der Mantel zumeist einheitlich ist. Der überregionale Mantel umfasst dienstags bis samstags 40 Seiten und montags 32 Seiten plus 16-seitigem herausnehmbaren Sportteil.
Am Mittwoch liegt der Zeitung eine Immobilien-, Automobil- und Stellenanzeigenbeilage, am Samstag zusätzlich ein Reiseteil bei.
Die fünf Regionalausgaben umfassen am Montag nur 16 Seiten, der Zeitung liegt dann aber eine acht Seiten umfassende Beilage „Sport Rhein-Main“ bei. Der Hessenteil in der Deutschlandausgabe ist dann im Mantel integriert.
Zu bestimmten Anlässen variiert der Umfang, teilweise werden Sonderbeilagen, etwa nach der Landtagswahl in Hessen 2008, veröffentlicht.
Der Regionalteil der überregionalen Ausgabe umfasst außer montags in der Regel acht, die Regionalteile der Regionalausgaben meist 24 Seiten. Die Regionalausgaben enthalten alle einen Nachrichtenteil „Hessen“, regelmäßig eine „Campus“-Beilage sowie auf der Rückseite einen „Leute“-Teil.
Zurzeit erscheinen die folgenden unterschiedlichen Ausgaben:
- Deutschlandausgabe mit einem die Stadt Frankfurt am Main und das Land Hessen umfassenden Regionalteil
- Stadtausgabe mit Lokalteil Frankfurt am Main mit Stadtteilen
- Regionalausgabe Nordost mit Nachrichten aus dem Wetteraukreis und dem Main-Kinzig-Kreis
- Regionalausgabe Nordwest mit dem Hochtaunuskreis und dem Main-Taunus-Kreis und den kreisfreien Städten Wiesbaden und Mainz (in den Wiesbadener Teil integriert)
- Regionalausgabe Süd, in der aus den Kreisen Offenbach, Darmstadt-Dieburg, Groß-Gerau und den kreisfreien Städten Darmstadt und Offenbach berichtet wird.

## Chefredakteure
- 1948–1973: Karl Gerold
- 1973–1992: Werner Holzer
- 1992–2000: Roderich Reifenrath

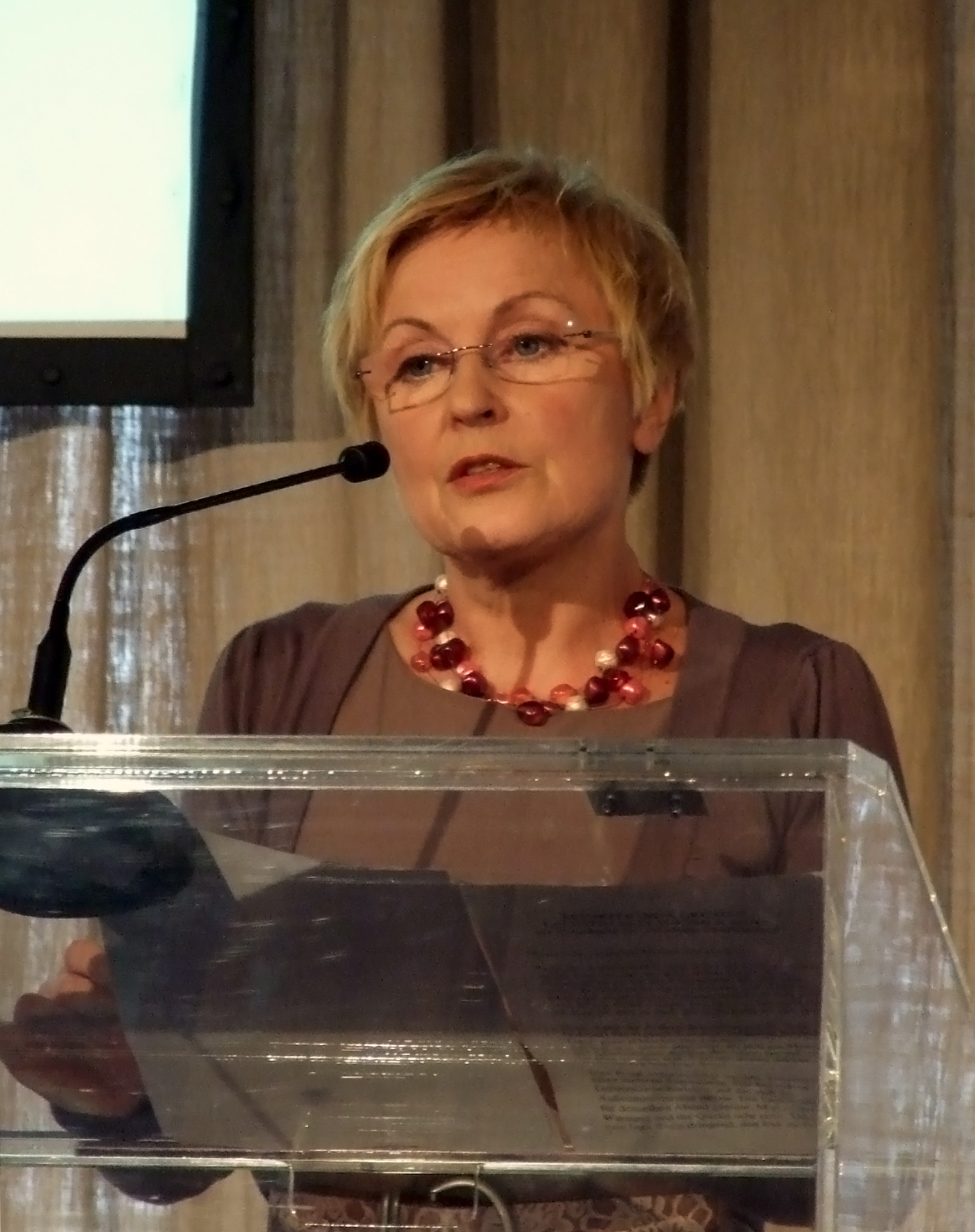
Bascha Mika (2014–2019)

- 2000–2002: Hans-Helmut Kohl und Jochen Siemens
- 2002–2006: Wolfgang Storz
- 2006–2009: Uwe Vorkötter
- 2009–2011: Joachim Frank und Rouven Schellenberger
- 2011–2012: Uwe Vorkötter
- 2012–2014: Arnd Festerling
- 2014–2019: Arnd Festerling und Bascha Mika
- 2019–2020: Thomas Kaspar und Bascha Mika
- 2020–2024: Thomas Kaspar[94]
- seit 2024: Karin Dalka, Michael Bayer (kommissarisch)[95]
- ab 1. Dezember 2025: Sabrina Hoffmann[96]

## Rezeption
Eine Untersuchung von Ute Volkmann aus dem Jahr 2005 beurteilte die Frankfurter Rundschau als SPD-nahe Zeitung – „eine Parteiverbundenheit, die sich so in keiner Weise bei den anderen Qualitätszeitungen findet“. Volkmann verglich die Kommentare der Frankfurter Rundschau in den Jahren 1970 und 2000. Sie kam dabei zu dem Ergebnis, dass das politische Profil der Zeitung in Grundfragen konstant geblieben war. Die Frankfurter Rundschau habe bei Arbeitskonflikten in der Regel eine gewerkschaftsnahe Position eingenommen. In Verteilungskonflikten hätten die Kommentatoren nicht auf eine Selbstregulierung der Märkte oder einen Interessenausgleich zwischen den gesellschaftlichen Kräften Arbeit und Kapital vertraut, sondern eher vom Staat (Regierung, Parlament, Rechtsprechung) Lösungen erwartet. Während Die Welt und FAZ in Opposition zur sozialdemokratisch geführten Regierung gestanden hätten, sei die Frankfurter Rundschau mit der Regierung konform gegangen. Dies sei seit der „Neoliberalisierung“ der Sozialdemokratie im Jahr 2000 genau umgekehrt. Durch ihre Positionierung habe sich in der Frankfurter Rundschau ein Milieu stabilisiert, das sich signifikant von „neoliberalen“ Entwicklungen (z. B. Privatisierungen, Marktorientierung) abgrenzte. Man könne, so Volkmann, zu dem Urteil kommen, dass die Leser der Frankfurter Rundschau in einer „anderen Welt“ lebten als die bürgerlich-konservativen und wirtschaftsliberalen Milieus, wie sie etwa durch die FAZ oder Die Welt repräsentiert seien. Die Frankfurter Rundschau habe jedenfalls erheblich an der gesellschaftlichen Meinungsbildung mitgewirkt.
Der Journalist Thomas Schmid vermutete 2012 in der Welt, dass ein bequemes Sich-Einrichten in einem schrumpfenden linken Milieu zum Ende der Frankfurter Rundschau beigetragen habe.

## Belege
1. ↑  Mitteilung der Frankfurter Societäts Beteiligungs GmbH vom 4. März 2013 an das Registergericht Frankfurt. Veröffentlichung im Handelsregister zur Registernummer HRB 36224 vom 11. März 2013.
2. ↑  Frankfurter Rundschau. In: ivw.de.
3. ↑  laut IVW, jeweils viertes Quartal (Details auf ivw.de)
4. ↑  laut IVW, zweites Quartal 2025, Mo–Sa
5. ↑  laut IVW, jeweils viertes Quartal (Details auf ivw.de)
6. ↑  Media-Daten 2019. (PDF; 5,3 MB) In: rmm.de.
7. ↑  Umzug von Redaktion und Verlag. Im laufenden Betrieb. In: Frankfurter Rundschau. 13. Februar 2009, abgerufen am 4. Oktober 2020.
8. ↑  Ein neues Zuhause für die Frankfurter Rundschau. 9. Juli 2019, abgerufen am 10. Dezember 2019.
9. ↑  Die Frankfurter Rundschau zieht an den Südbahnhof. 21. Dezember 2022, abgerufen am 18. Mai 2023.
10. 1 2  Fisch-Gericht. Bis lange nach Mitternacht. In: Der Spiegel. Nr. 46, 1947, S. 21 (online – 15. November 1947).
11. ↑  Wilhelm Karl Gerst Nachdem er 1946 wegen angeblicher Parteinahme für den Nationalsozialismus in den Jahren 1933/34 in ein Spruchkammerverfahren verwickelt worden war, wurde ihm ungeachtet des für ihn günstigen Ausganges Ende Okt. 1946 von der Militärregierung die Lizenz wieder entzogen., im Munzinger-Archiv, abgerufen am 4. Februar 2024 (Artikelanfang frei abrufbar)
12. ↑  Personalien. Wilhelm Karl Gerst. In: Der Spiegel. Nr. 33, 1948, S. 19 (online – 14. August 1948).
13. ↑  Grundprinzipien der Demokratie. Fristlos und ohne Begründung. In: Der Spiegel. Nr. 36, 1947, S. 3 (online – 6. September 1947). Zitat: „‚Ihre politischen Auffassungen, die denen anderer Deutscher in Hessen entgegengesetzt sind‘, schrieb [Dr. James Newman] [an Carlebach] zurück, ‚haben mich nicht so sehr gestört als Ihre offensichtliche Unfähigkeit, die Grundprinzipien der Demokratie zu verstehen.“
14. ↑  Emil Carlebach: Zensur ohne Schere. Röderberg-Verlag, Frankfurt am Main 1985, ISBN 3-87682-807-4, S. 32.
15. ↑  Zeitschriftendatenbank ZDB-ID 126011-X
16. ↑  75-seitige Beilage der Frankfurter Rundschau vom 29. Juli 1995 „50 Jahre Frankfurter Rundschau – zum Jubiläum 1945–1995“, S. 3.
17. ↑  Verlagsgruppe Rhein Main – Historie: Historie. In: vrm.de. 2015, archiviert vom Original am 1. Januar 2016; abgerufen am 1. Januar 2016: „Am 1. November 1949 geht aus der ‚Allgemeinen Zeitung‘ die ‚Frankfurter Allgemeine Zeitung für Deutschland‘ hervor. Bis zum 30. September 1950 wird die FAZ in Mainz gedruckt, dann erst springt die Druckerei der ‚Frankfurter Rundschau‘ ein und die Redakteure der FAZ siedeln nach Frankfurt über. Die Mainzer Verlagsanstalt behält bis 1955 einen Anteil von 49 % der FAZ.“
18. ↑  Katja Irle: Entnazifizierung und NS-Strafprozesse im Spiegel der Presse. Die Berichterstattung des Frankfurter Gerichtsreporters Rudi Eims 1945–1950. In: Dieter Rebentisch (Hrsg.): Archiv für Frankfurts Geschichte und Kunst. Im Auftrag des Frankfurter Vereins für Geschichte und Landeskunde e. V. in Verbindung mit dem Institut für Stadtgeschichte. Band 67. Verlag Waldemar Kramer, Frankfurt am Main 2001, S. 12ff.; S. 59.
19. ↑  Daniel Speier: Die Frankfurter Homosexuellenprozesse zu Beginn der Ära Adenauer – eine chronologische Darstellung. In: Mitteilungen der Magnus-Hirschfeld-Gesellschaft 61/62 (2018), S. 47–72; S. 51.
20. ↑  
FR vom 21. Februar 2009, B 11: „Die Rundschau sollte ‚sozial-liberal, links-liberal‘ sein. Das blieb sein [Karl Gerolds] Vermächtnis“.
21. ↑  Reimar Oltmanns: Spurensuche auf verbrannter Erde: Reportagen, Berichte; Erzählungen zur Zeitgeschichte; Deutschland, Europa, Südamerika, Asien, Afrika (1969–2009). 2009, S. 67, abgerufen am 17. Januar 2016: „Ursprünglich in Der Stern vom 22. November 1974“
22. ↑  
Theodor-Wolff-Preis: Preisträger der Jahre 1962 bis 1997 (Memento vom 8. Dezember 2015 im Internet Archive). In: bdzv.de.
23. ↑  
Leben und Werk. In: karl-hermann-flach-stiftung.org. 2016, archiviert vom Original am 1. Januar 2016; abgerufen am 1. Januar 2016.
24. ↑  
Karl-Hermann-Flach-Preis. In: karl-hermann-flach-stiftung.org. 2016, archiviert vom Original am 1. Januar 2016; abgerufen am 1. Januar 2016.
25. ↑  
„Rundschau“-Chefredakteur: Keine Angst vor der DDVG. In: FAZ. 12. März 2004, abgerufen am 5. Oktober 2020.
26. ↑  Druck- und Verlagshaus Frankfurt am Main GmbH (Memento vom 11. Februar 2013 im Webarchiv archive.today). Kommission zur Ermittlung der Konzentration im Medienbereich.
27. ↑  Matthias Meisner: Die Schatzmeisterin und der Sturz des „FR“-Chefs. In: Tagesspiegel. 31. August 2007, abgerufen am 5. Oktober 2020.
28. ↑  Holger Hettinger: Das Ende einer Traditionslinie. In: Deutschlandradio Kultur. 18. Mai 2006, abgerufen am 30. Oktober 2006.
29. ↑  Vom 1. Juni 2009 war die Position des Chefredakteurs (Memento vom 7. November 2009 im Internet Archive) mit Joachim Frank (vorher Kölner Stadt-Anzeiger) und Rouven Schellenberger (vorher Stellvertretender Chefredakteur der Frankfurter Rundschau) besetzt.
30. ↑  Presseerklärung zur Übernahme durch das Verlagshaus Neven DuMont (Memento vom 7. November 2009 im Internet Archive), Frankfurter Rundschau, 18. Juli 2006.
31. ↑  Thomas Lückerath: Offiziell: DuMont übernimmt „Frankfurter Rundschau“. In: DWDL.de. 19. Juli 2006, abgerufen am 19. Januar 2023.
32. ↑  Siehe DuMont Schauberg übernimmt „Frankfurter Rundschau“. In: Der Spiegel. 18. Juli 2006, abgerufen am 5. Oktober 2020, und Medienforscher erwartet nach Verkauf keinen Kurswechsel bei „Frankfurter Rundschau“. Horst Röper: Käufer DuMont baut publizistische Macht aus. Moderation: Christine Heuer. In: Deutschlandfunk. 19. Juli 2006, abgerufen am 5. Oktober 2020.
33. ↑  Jochen Voß: Bestätigt: „FR“ kommt ab 30. Mai als Tabloid. In: DWDL.de. 5. April 2007, abgerufen am 9. April 2023.
34. ↑  Jochen Voß: "FR": Tabloid-Umstellung hat Erwartungen erfüllt. In: DWDL.de. 3. September 2007, abgerufen am 30. Juli 2023.
35. ↑  Die „Frankfurter Rundschau“ macht sich kleiner. In: faz.net, 26. Mai 2007.
36. ↑  FR: Schellenberger und Frank folgen auf Vorkötter. In: Werben & Verkaufen. 14. Mai 2009, abgerufen am 5. Oktober 2020.
37. ↑  flex: Ein Blatt, ein Team (Memento vom 20. Januar 2010 im Internet Archive). In: Süddeutsche Zeitung. 15. Januar 2010.
38. ↑  Sabine Demm: Schnell und unkompliziert zum Angebot. In: Frankfurter Rundschau. 6. Februar 2009, abgerufen am 5. Oktober 2020.
39. ↑  DuMont Redaktionsgemeinschaft nimmt Betrieb auf. In: horizont.net. 26. April 2010.
40. ↑  Geld in die Hand. In: Süddeutsche Zeitung. 24. August 2010, S. 15.
41. ↑  Uwe Mantel: „Frankfurter Rundschau“: Auflage sinkt dramatisch. In: medienmagazin.de. 20. Februar 2011, abgerufen am 5. Oktober 2020.
42. 1 2  tdo/dpa: Verlag streicht Traditionsblatt zusammen. In: Spiegel Online. 1. April 2011, abgerufen am 5. Oktober 2020.
43. ↑  Frankfurter Rundschau schrumpft zur Lokalzeitung. In: Handelsblatt. 1. April 2011, abgerufen am 5. Oktober 2020.
44. ↑  Erboster Verleger. In: sueddeutsche.de. 1. Juni 2012, abgerufen am 5. Oktober 2020.
45. ↑  FR: Radikaler Abbau in Frankfurt. Pressemitteilung. In: djv.de. Deutscher Journalisten-Verband, 1. April 2011, archiviert vom Original (nicht mehr online verfügbar) am 4. September 2011; abgerufen am 5. Oktober 2020.
46. ↑  ax: 58 Stellen wurden „sozialverträglich“ abgebaut. FR-Personalabbau: der Sozialplan steht (Memento vom 13. Juli 2012 im Webarchiv archive.today). In: meedia.de. 5. Juli 2011.
47. ↑  sha: Brigitte Fehrle übernimmt „Berliner Zeitung“. In: Spiegel Online. 1. Juni 2012, abgerufen am 5. Oktober 2020.
48. ↑  bos: Arnd Festerling wird Chefredakteur. In: Spiegel Online. 27. Juni 2012, abgerufen am 5. Oktober 2020.
49. ↑  Matthias Bartsch, Markus Brauck, Isabell Hülsen: „Frankfurter Rundschau“ meldet Insolvenz an. Zeitungskrise. In: Spiegel Online. 13. November 2012, abgerufen am 14. November 2012.
50. 1 2  Eigentümer sehen „keine Perspektive“. In: Spiegel. 13. November 2012, abgerufen am 14. November 2012.
51. ↑  Kein Weg aus der Krise: „Frankfurter Rundschau“ ist insolvent (Memento vom 15. November 2012 im Internet Archive). In: hr-online, abgerufen am 13. November 2012.
52. ↑  Frankfurter Rundschau meldet Insolvenz an. In: Handelsblatt.de, 13. November 2012, abgerufen am 14. November 2012.
53. ↑  Markus Brauck: „Frankfurter Rundschau“: Springer kündigt Druckauftrag. In: Spiegel Online. 9. Januar 2013, abgerufen am 4. Februar 2016.
54. ↑  Insolvenz der Frankfurter Rundschau: Springer-Verlag kündigt Druckauftrag in Neu-Isenburg. 10. Januar 2013, abgerufen am 4. Februar 2016.
55. ↑  Almut Kipp: Itzehoe: Prinovis schließt Druckerei – 1000 Jobs betroffen. In: welt.de. 6. Februar 2013, abgerufen am 7. Februar 2016: „Die Überkapazitäten im europäischen Druckmarkt – es gibt mehr Maschinenkapazität als Nachfrage nach Druckereierzeugnissen – haben sich somit auch auf Prinovis ausgewirkt. 'Die Marktbereinigung ist seit einigen Jahren im Gange', sagte Stausberg“
56. 1 2  Kurt Otto: Das Ende von Gruner Druck in Itzehoe. In: mediatribune.de. 19. April 2013, archiviert vom Original (nicht mehr online verfügbar) am 21. Mai 2014; abgerufen am 7. Februar 2016: „Die deutsche und europäische Druckindustrie befindet sich wegen Überkapazitäten und einem damit einhergehenden Preisverfall im Niedergang. In der Medienindustrie verschieben sich die Anteile der gedruckten Medien zugunsten der elektronischen.“
57. ↑  Marvin Schade: Nach Bekanntgabe der Druckerei-Schließung: Madsack verliert vorzeitig Auftrag von Bild. In: Meedia. 7. Juli 2015, abgerufen am 7. Februar 2016.
58. ↑  Pressemitteilung des Bundeskartellamtes vom 31. Januar 2013 (Memento vom 3. Februar 2013 im Internet Archive), abgerufen am 13. Februar 2013.
59. 1 2 3  Die FR erscheint weiter (Memento vom 12. April 2013 im Webarchiv archive.today). In: Frankfurter Rundschau vom 31. Januar 2013, abgerufen am 13. Februar 2013.
60. ↑  Marco Saal: „Frankfurter Rundschau“: So sehen die Überlebenschancen der Traditionszeitung aus. In: horizont.net. 30. Januar 2013, abgerufen am 8. Februar 2016.
61. ↑  Hoffnung für insolvente «Frankfurter Rundschau»? In: STIMME.de. 6. Februar 2013, abgerufen am 5. Oktober 2020.
62. ↑  
„Frankfurter Rundschau“: Türkischer Verleger Akbay plant Übernahme. (Memento vom 9. Februar 2013 im Internet Archive) In: Deutsch-Türkisches Journal. 7. Februar 2013, abgerufen am 13. Februar 2013.
63. ↑  Zeitungen: FAZ darf Frankfurter Rundschau übernehmen. In: Zeit online. 27. Februar 2013, abgerufen am 27. Februar 2013.
64. ↑  Gerd Bergmann: Kein Bedarf mehr für das Druckzentrum der FR / Markt & Management. In: print.de. 28. Februar 2013, archiviert vom Original am 4. Februar 2016; abgerufen am 4. Februar 2016: „Bereits in der vergangenen Woche bekamen laut FR-Betriebsrat 337 Mitarbeiter in Druckerei und Verlag das Angebot, in eine Transfergesellschaft zu wechseln […] Der neue Mehrheitseigentümer der FR unterhält mehrere große Zeitungsdruckereien, darunter vor allem einen Betrieb in Mörfelden-Walldorf.“
65. ↑  Ingo Schorlemmer: Druck- und Verlagshaus Frankfurt am Main Insolvenzverwalter dankt Mitarbeitern. Pressemitteilung. In: schubra.de. 28. Februar 2013, archiviert vom Original am 7. März 2014; abgerufen am 8. Februar 2016.
66. ↑  
Leo Postl: Ehemalige Rundschau-Druckerei wird Aufnahmelager: 700 Flüchtlinge für Neu-Isenburg. In: sdp.fnp.de (Neu-Isenburger Neue Presse). 4. September 2015, abgerufen am 8. Februar 2016.
67. 1 2  
Unabhängige Redaktionsgesellschaft: Die „Frankfurter Rundschau“ bleibt erhalten. In: faz.net, 27. Februar 2013, abgerufen am 5. Oktober 2020.
68. ↑  Oliver Teutsch: 25. Prozent Quote. Insolvenzverfahren der „alten“ FR beendet. In: Frankfurter Rundschau Nr. 45 vom 23. Februar 2021, S. F6.
69. ↑  Unter Vorbehalt der Genehmigung durch die Stiftungsaufsicht
70. ↑  Veröffentlichung im Handelsregister zur Registernummer HRB 36224 vom 14. Dezember 2014.
71. ↑  
Claus-Jürgen Göpfert: Eigentümer-Wechsel: Die Frankfurter Rundschau bleibt linksliberal. In: fr-online.de. 1. März 2013, abgerufen am 4. Februar 2016.
72. 1 2 3  Daniel Bouhs: Redaktionsbesuch bei der FR. Klitzeklein mit Haltung. Der „Frankfurter Rundschau“ machen die Sparzwänge nach der Übernahme durch die FAZ-Gruppe zu schaffen. Doch der alte Anspruch ist geblieben. In: taz. 20. September 2013. Abgerufen am 20. September 2013.
73. ↑  Arnd Festerling: Redaktion: FR kommt wieder komplett aus Frankfurt | Wir über uns. In: Frankfurter Rundschau. 27. Juni 2013, abgerufen am 4. Februar 2016: „Unsere Texte aus dem Inland schreiben weiter vor allem die Kollegen im Berliner Büro. Sie sind alle seit Jahren für die FR tätig. Die meisten von ihnen konnten an Bord bleiben. Das gilt auch für unsere Korrespondenten im Ausland, auch hier werden sie weiterhin Artikel von vertrauten und bewährten Kollegen lesen“
74. ↑  „Frankfurter Rundschau“. Gerettet, aber künftig nur noch eine Mini-Redaktion. In: Spiegel online, 28. April 2013, abgerufen am 5. Oktober 2020.
75. ↑  
Peter Lückemeier: „FR“-Gläubiger genehmigen Übernahme durch „FAZ“. In: DWDL.de. 27. März 2013, abgerufen am 5. Oktober 2020.
76. ↑  In eigener Sache: FR schreibt schwarze Zahlen, fr-online.de, 10. Februar 2014.
77. ↑  Frankfurter Rundschau und FNP vor Verkauf (Memento vom 9. Februar 2018 im Internet Archive). In: hessenschau.de. 9. Februar 2018.
78. ↑  Künftig zwei Chefredakteure bei der „Frankfurter Neuen Presse“. In: newsroom.de, 23. März 2018, abgerufen am 5. Oktober 2020 (erwähnt im 2. Absatz den Vollzug des Verkaufs).
79. ↑  FR in neuem Verlag. Fazit-Stiftung gibt Zeitungstitel ab. In: Frankfurter Rundschau vom 10./11. Februar 2018, S. 38.
80. ↑  Verleger Ippen darf Frankfurter Rundschau und FNP kaufen (Memento vom 8. März 2018 im Internet Archive). Auf: hessenschau.de vom 5. März 2018.
81. ↑  Bericht in der FR verhindert, In: Frankfurter Rundschau. 18. Oktober 2021.
82. ↑  Marix Wissen – die Wissensreihe der Frankfurter Rundschau (Memento vom 27. Oktober 2009 im Internet Archive). In: fr-online.de.
83. ↑  Jens Joachim, Andreas Groth, Torsten Weigelt: AfD stößt in Hessen auf Protest. In: Frankfurter Rundschau. 21. September 2018, archiviert vom Original (nicht mehr online verfügbar) am 23. September 2018; abgerufen am 23. September 2018 (aktualisierte Fassung vom 4. Januar 2019).
84. ↑  Frederik Schindler: Der ewige Antisemitismus. In: taz.de. 11. April 2019, abgerufen am 23. Mai 2020.
85. ↑  Benjamin Weinthal: German paper compares Netanyahu to Nazi film ‘The Eternal Jew’. In: The Jerusalem Post. 11. April 2019, abgerufen am 23. Mai 2020 (englisch).
86. ↑  Entschuldigung. In: Frankfurter Rundschau. 11. April 2019, abgerufen am 23. Mai 2020.
87. ↑  Appell Frieden schaffen! In: Frankfurter Rundschau. 31. März 2023, abgerufen am 3. April 2023.
88. ↑  FRIEDEN SCHAFFEN! Waffenstillstand und Gemeinsame Sicherheit jetzt! Friedens- und Zukunftswerkstatt e. V., c/o Gewerkschaftshaus Frankfurt, Wilhelm-Leuschner-Straße 69–77, 60329 Frankfurt a. M., abgerufen am 3. April 2023.
89. ↑  Aufruf aus SPD und DGB : Botschafter: Friedensappell ist zynisch. zdf heute, 2. April 2023, abgerufen am 3. April 2023.
90. ↑  Pitt von Bebenburg: Scharfe Reaktionen auf Friedensaufruf von Brandt, Hoffmann und Müller. In: Frankfurter Rundschau. 2. April 2023, abgerufen am 3. April 2023.
91. ↑  Warnstreik bei der Frankfurter Rundschau. In: fr.de. 1. Dezember 2023, abgerufen am 6. Dezember 2023.
92. ↑  Nach Streik bei Frankfurter Rundschau: Geschäftsführung entlässt Redakteur*innen. In: hessen.verdi.de. 6. Dezember 2023, abgerufen am 6. Dezember 2023.
93. ↑  Frankfurter Rundschau. Ausgabe 23, 28. Januar 2008, „Hessenwahl“.
94. ↑  Chefredakteur Thomas Kaspar wechselt zu Ippen Digital. 5. Dezember 2023, abgerufen am 7. Dezember 2023.
95. ↑  https://www.fr.de/ueber-uns/fr-chefredaktion-dalka-und-bayer-uebernehmen-92808899.html
96. ↑  Sabrina Hoffmann wird Chefredakteurin der Frankfurter Rundschau. In: ippen.media. 8. Juli 2025, abgerufen am 9. Juli 2025.
97. 1 2 3 4 5  Ute Volkmann: Legitime Ungleichheiten. Journalistische Deutungen vom „sozialdemokratischen Konsensus“ zum „Neoliberalismus“. VS Verlag, Wiesbaden 2006, ISBN 3-531-15170-3, S. 262 (Zugl.: Hagen, Fernuniv., Diss., 2005).
98. ↑  Insolvenz. Wie sich die „FR“ zum Linksspießerblatt schrumpfte. In: Die Welt, 14. November 2012, abgerufen am 29. November 2012.
99. ↑  Alf Mayer: Claus-Jürgen Göpferts Buch zu 80 Jahre »Frankfurter Rundschau« löscht erneut einen Widerstandskämpfer aus. In: Strandgut – Das Kulturmagazin für Frankfurt und Rhein-Main. 3. Juli 2025, abgerufen am 9. Juli 2025 (gedruckte Ausgabe 7/2025, S. 22f. unter dem Titel: „Alf Mayers Krimikolumne: ‚Blutige Ernte‘. Diesmal: True Crime in Frankfurt. Geschichtsklitterung bei der Rundschau. Claus-Jürgen Göpferts Buch zu 80 Jahre ‚Frankfurter Rundschau‘ löscht erneut einen Widerstandskämpfer aus“).

Koordinaten: 50° 6′ 16,6″ N, 8° 38′ 56,9″ O